# William Gregory
William George Gregory, ps. Borneo (ur. 14 maja 1957 w Nowym Jorku) – amerykański astronauta i inżynier pochodzenia albańskiego, żołnierz United States Air Force, uczestnik misji STS-67.

## Życiorys
W 1979 roku ukończył studia na United States Air Force Academy, następnie obronił magisteria z inżynierii mechanicznej na Columbia University (1980) oraz z zarządzania na Troy State University (1984). Pracował jako inżynier w stanie Kolorado.
W 1990 roku został astronautą, a w 1995 roku uczestniczył w misji STS-67 jako pilot; wraz z załogą spędził w kosmosie 16 dni, 15 godzin, 8 minut i 46 sekund. Pełnił następnie funkcję starszego kierownika ds. lotów załogowych w Honeywell Aerospace Technologies z siedzibą w Phoenix, następnie był wiceprezesem ds. rozwoju biznesu w przedsiębiorstwach Micro-Tronics oraz Qwaltec.
Stypendysta Fundacji Pamięci Johna Simona Guggenheima.

### Służba wojskowa
Służył w United States Air Force, w latach 1981–1986 był pilotem myśliwców operacyjnych, a w latach 1988–1990 stacjonował w Edwards Air Force Base jako pilot doświadczalny myśliwców F-4, A-7D oraz F-15. Dosłużył się stopnia podpułkownika (Lieutenant Colonel).

## Odznaczenia[3]
- Medal Departamentu Obrony za Wzorową Służbę
- Medal Pochwalny Sił Powietrznych – dwukrotnie
- Medal Służby Obrony Narodowej
- Medal za Chwalebną Służbę
- Medal za Lot Kosmiczny
- Ellis Island Medal of Honor (1996)
- Universal Astronaut Insignia za lot orbitalny (nr 322) – Stowarzyszenie Uczestników Lotów Kosmicznych (Association of Space Explorers(inne języki))[6]

## Życie prywatne
Jego dziadkowie pochodzili z Korczy, do Stanów Zjednoczonych przybyli na początku XX wieku.
Żonaty, ma dwoje dzieci.